# Cyril Crowhurst
Cyril Ernest Willy Crowhurst (* Januar 1906 in Greenwich, London, England; † 29. Januar 1995 im Vereinigten Königreich) war ein britischer Tontechniker.

## Leben
Der 1906 in London geborene Crowhurst war an nur wenigen britischen  Spielfilmen beteiligt. Für den Episodenfilm So ist das Leben war er 1951 für den  Oscar in der Kategorie Bester Ton nominiert, die Auszeichnung ging in diesem Jahr jedoch an Thomas T. Moulton für Alles über Eva. Crowhurst arbeitete auch an zwei Filmen aus der Carry-On-Filmreihe, Ist ja irre – Lauter liebenswerte Lehrer und Ist ja irre – unser Torpedo kommt zurück. Er starb 1995 im Alter von 89 Jahren.

## Filmografie (Auswahl)
- 1944: Wunderbare Zeiten (This Happy Breed)
- 1945: Geisterkomödie (Blithe Spirit)
- 1950: So ist das Leben (Trio)
- 1959: Ist ja irre – Lauter liebenswerte Lehrer (Carry On Teacher)
- 1960: Ist ja irre – unser Torpedo kommt zurück (Watch Your Stern)

## Auszeichnungen
- 1951: Oscar-Nominierung in der Kategorie Bester Ton für So ist das Leben